# آلبرتوس خلدرمانس
آلبرتوس خلدرمانس (هلندی: Albertus Geldermans؛ زادهٔ ۱۷ مارس ۱۹۳۵) دوچرخه‌سوار اهل هلند است.
از باشگاه‌هایی که در آن رکاب زده‌است می‌توان به تیم دوچرخه‌سواری سن-رافائل اشاره کرد.